# Mauroux (Lot)
Mauroux è un comune francese di 539 abitanti situato nel dipartimento del Lot nella regione dell'Occitania.

## Società

### Evoluzione demografica
Abitanti censiti